# Абнер Марес Мартінез
Абнер Марес Мартінез (ісп. Abner Mares Martínez; нар. 28 листопада 1985) — мексиканський боксер - професіонал. Чотириразовий чемпіон світу в трьох вагових категоріях: IBF (2011—2012) у легшій вазі, WBC (2012—2013) у другій легшій, WBC (2013) та WBA (Regular) (2016 — 2018) у напівлегкій вазі. Крім того володів титулом IBO (2010—2011) у легшій вазі. В аматорах завоював багато медалей на міжнародній арені, представляючи Мексику.

## Біографія
Народився в Гвадалахарі, Халіско, Мексика. і коли йому було 7 років його сім'я переїхала в Гавайіан Гарденс, Каліфорнія. Потім в 15 років він повернувся з батьком в Мексику. Має подвійне громадянство, американське і мексиканське.

## Аматорська кар'єра
Марес мав успішну любительську кар'єру. Провів 120 поєдинків. 112 виграв, і з них 84 достроково, що є дуже високим показником для найлегшої ваги, в якій він виступав.

### Аматорські основні моменти
- Золотий призер 2002 року на Іграх Центральної Америки та Карибського басейну[en], де переміг у фіналі пуерториканця Хуана Мануеля Лопеса.
- Чемпіон 2002 року на чемпіонаті світу серед кадетів.
- Срібний призер Панамериканських ігор 2003, програв у фіналі Гільєрмо Рігондо з рахунком 7-17.
- Срібний призер Чемпіонату світу серед юніорів 2004 року.
- Представляв Мексику на Олімпійських іграх 2004 в Афінах в легшій вазі, програвши в першому турі Жолту Бедаку з Угорщини за очками 27-36.

## Професіональна кар'єра
На професійному рингу Марес дебютував в січні 2005 року у легшій вазі проти пуерториканця Луіса Малейва.

### Легша вага
У своєму десятому поєдинку нокаутував непереможеного домініканця Вілмера Родрігеса (8-0) в 4-му раунді.
У вересні 2007 року переміг мексиканця Ісідро Гарсія (24-3-2) і завоював титул WBO NABO у легшій вазі.
15 березня 2008 року в другому захисті титулу нокаутував у 2-му раунді філіппінця Діосдадо Габі (30-3-1), на арені Лас-Вегаса, Мандалай-Бей.
22 травня 2010 року, маючи за плечима рекорд 20-0, 13 КО, Марес вийшов на титульний поєдинок за звання чемпіона світу за версією IBF з непереможним колумбійцем Йонні Пересом (20-0, 14 КО). Поєдинок завершився внічию. Один із суддів віддав перемогу Маресу (115-113), інші два оцінили бій в нічию (114-114).
11 грудня 2010 року в рамках півфіналу турніру у легшій вазі від Showtime Марес переміг за очками розділеним суддівським рішенням дворазового чемпіона світу з Вірменії Віка Дарчиняна (35-2-1) і завоював титули IBO і вакантний WBC Silver. В рівному поєдинку Марес побував у нокдауні у 2 раунді, а Дарчинян — у 7. У 4 раунді рефері зняв з Мареса очко за удар нижче пояса.
Фінальний бій турніру від Showtime Абнер Марес — Джозеф Агбеко (Гана) мав відбутися 23 квітня 2011 року у Лос-Анджелесі, але був відмінений за 3 дні до бою через хворобу Агбеко. Бій відбувся 13 серпня 2011 року у Лас-Вегасі. Марес рішенням більшості суддів переміг Джозефа Агбеко (28-2) і завоював титул чемпіона світу за версією IBF. Поєдинок був видовищним, але багато нарікань викликало суддівство рефері, який відрахував Агбеко два спірних нокдауна і не зняв жодного очка з Мареса за неодноразові удари нижче пояса.
За вказівкою IBF був проведений матч-реванш. 3 грудня 2011 року у повторному бою Абнер більш впевнено перебоксував Агбеко. Всі судді зафіксували рахунок 118-110 на користь Мареса. 

### Друга легша вага
У квітні 2012 року Марес перейшов у другу легшу вагову категорію і завоював вакантний титул чемпіона світу за версією WBC, перемігши за очками пуерторіканця Еріка Мореля.
10 листопада 2012 проти Мареса вийшов топ-боксер і чемпіон легшої ваги панамець Ансельмо Морено. Марес переміг з розгромним рахунком (116-110, 120-106, 116-110) і зберіг титул чемпіона світу у другій легшій вазі. Морено в нокдауні в 5 раунді, оштрафований в 11 раунді.

### Напівлегка вага
4 травня 2013 року Марес технічним нокаутом в 9-му раунді переміг чемпіона WBC в напівлегкій вазі (до 57,2 кг) Даніеля Понсе де Леона і став новим чемпіоном WBC. Даніель Понсе в нокдауні в 2 і 9 раундах.
24 серпня 2013 року Абнер в поєдинку з Джоні Гонсалесом втратив титул WBC, програвши нокаутом в 1-му раунді і двічі побувавши в нокдауні. Був запланований матч-реванш на 15 лютого 2014 року, від якого Марес врешті під приводом травми відмовився.
12 липня 2014 переміг пуерториканця Джонатана Окендо рішенням суддів: 98-92, 98-92, 96-94.
13 грудня 2014 переміг Хосе Раміреса в 5 раунді. Рамірес в нокдаунах в 1, 3 і 5 раундах.
7 березня 2015 переміг Артуро Сантоса рішенням суддів: 99-90, 98-91, 96-93.
29 серпня 2015 року Абнер в поєдинку з мексиканцем Лео Санта Крусом за вакантний титул WBA Super програв рішенням більшості (114-114, 111-117, 111-117).
10 грудня 2016 року Абнер в поєдинку з аргентинцем Хесусом Куелларом за титул WBA (Regular) здобув перемогу розділеним рішенням (116-111, 117-110, 112-115) і завоював титул.
14 жовтня 2017 року захистив титул "звичайного" чемпіона WBA, перемігши співвітчизника Андреса Гутьєрреза. На момент зупинки бою у 10 раунді через глибоке розсічення у Гутьєрреза Марез вигравав на картках усіх суддів.
9 червня 2018 року відбувся довгоочікуваний бій-реванш між чемпіоном WBA Regular Абнером Маресом і суперчемпіоном WBA Лео Санта Крусом. Бій проходив у напруженій боротьбі з численними розмінами, в яких трохи точнішим виглядав Санта Крус, який і здобув перемогу одноголосним рішенням.
9 лютого 2019 року Абнер Марес мав зустрітися в бою з чемпіоном WBA Super в другій напівлегкій вазі американцем Джервонтою Девісом, але бій не відбувся через травму ока, отриману Маресом незадовго до бою.
Повернувшись у ринг через три роки, 4 вересня 2022 року звів унічию бій з Мігелем Флоресом (Мексика).